# Verner Lindblom
Johan Albert Verner Lindblom, född 12 augusti 1918 i Mistelås, Kronobergs län, död 8 oktober 2014 i Götene, Västra Götalands län, var en svensk lärare och historiker.
Lindblom var en viktig företrädare för Västgötaskolan.  Han följde i stort sett tankegångarna hos Carl Otto Fast. 1972 och 1973 studerade han vid Göteborgs universitet och erhöll adjunktskompetens i historia. I studierna ingick att skriva en tvåbetygsuppsats i ämnet och det var i den, "Svearnas uppsalar och dess tempel", Lindblom framlade argumenten för och formulerade Götalandshypotesen.
På 1970-talet hävdade han dessutom att svenskarna härstammar från Atlantis. Han menade att Atlantis-kulturen hade en "nära ofattbar förmåga att hantera stora tyngder", och att stensättningen vid Ranstena är främsta exemplet på det. (Jämför Olof Rudbeck den äldre och dennes syn på det sjunkna Atlantis.)
Efter tv-programmen av Dag Stålsjö 1981–82 slutade dock Lindblom skriva om Atlantisteorier. Istället riktade han in sig på 1000-talet och 1100-talet. Enligt J.B.L.D. Strömberg kan det vara en följd av hans kontakter med forskare.
Lindblom blev 96 år gammal.

## Om Götalandshypotesen
En av de frågor som debatterades som konsekvens av TV-serien Svea rikes vagga, var frågan om svenska statens uppkomst. Verner Lindblom gjorde i boken Götland, Sveriges vagga ett försök att formulera några sammanhållande drag för två motsatta hypoteser. En äldre, tidigare mer eller mindre officiell hypotes, som utgår ifrån Gamla Uppsala och Mälardalen, där invånarna "svearna" har erövrat övriga landsdelar. Som motvikt formulerade Lindblom Götalandshypotesen, vilken enligt honom innebär att svenska staten vuxit fram i samma riktning som många andra uppfinningar och nyheter, till exempel lagar, kristendom och borgbyggande, från sydväst mot nordost. Sverige har, enligt hypotesen, uppkommit ur en från början löslig landskapsunion. Flera vetenskapliga arbeten av bland andra Peter Sawyer, Thomas Lindkvist och Åke Hyenstrand har under 1980- och 1990-talet anslutit sig till grundtankarna i Götalandshypotesen, men eftersom Östergötland också spelade en stor roll i utvecklingen anser de att utvecklingen snarare gått från söder till norr.
Lindblom var 1999 en av Historieforum Västra Götalands grundare, något som föreningen hedrade honom för vid sitt årsmöte 2007.